# Flugunfall einer Antonow An-24 bei Hejce
Der Flugunfall einer Antonow An-24 bei Hejce ereignete sich am 19. Januar 2006, als eine Antonow An-24 der Luftstreitkräfte der Slowakischen Republik beim Landeanflug nahe dem ungarischen Ort Hejce in einen Hügel geflogen wurde. Die Maschine transportierte slowakische Truppen vom KFOR-Einsatz zurück in die Slowakei. Von den 43 Insassen überlebte nur eine Person.

## Hintergrund
Das Flugzeug war eine Antonow An-24W, gefertigt in der Sowjetunion im Jahre 1969 mit der Seriennummer 97305605, die slowakische Truppen nach Beendigung eines sechsmonatigen KFOR-Einsatzes im Kosovo transportierte. Die Maschine war vom Flughafen Pristina (Abflug 16:02 UTC) zum Flughafen Košice (geplante Ankunft 18:33 UTC) unterwegs und hatte eine achtköpfige Besatzung, 34 Soldaten sowie einen Zivilangestellten des slowakischen Verteidigungsministeriums an Bord. Zusammen mit der An-24 startete zehn Minuten später eine Antonow An-26 mit Soldaten und Ausrüstung an Bord, ebenfalls Richtung Košice.

## Unfall
Beim Landeanflug auf den Flughafen Košice verschwand die Maschine um 18:37 UTC von der Radarüberwachung, nachdem sie gegen den 755 m hohen Hügel Borsó zwischen den ungarischen Orten Hejce und Telkibánya geprallt war, 28 km vom Zielflughafen entfernt und ungefähr 9 km südlich der ungarisch-slowakischen Grenze. Die letzten vollständigen Radardaten wurden um 18:36:43 UTC erfasst und gaben eine Fluggeschwindigkeit von 314 km/h, eine Flughöhe von 884 m und eine Sinkrate von 5,8 m/s an. Um 18:46 UTC rief der slowakische Rettungsdienst die Alarmbereitschaft aus und entsandte eine Mil Mi-17 vom Flughafen Sliač, deren Besatzung um 19:30 UTC die Unfallstelle geortet hatte. Die An-26 konnte um 19:03 UTC sicher am Flughafen Košice landen.
Nach Angaben der ungarischen Katastrophenbehörde streifte das Flugzeug zuerst die Bäume, bevor es Feuer fing und abstürzte. László Garamvölgyi, Sprecher der ungarischen Polizei, sprach von Temperaturen von −18 °C am Unfallort und davon, dass der Rumpf komplett ausgebrannt war. Die Rettungsaktion wurde durch dicht bewaldetes und steiles Gelände sowie Temperaturen unter dem Gefrierpunkt erschwert, zudem war der einzige Weg zum Unfallort durch Schnee bedeckt. Neben den ungarischen nahmen auch slowakische Rettungskräfte und Feuerwehr an der Rettungsaktion teil.
Von den 43 Insassen starben 42 beim Unfall und ihre Leichen waren rund um den Unfallort verstreut. Der einzige Überlebende, der damals 27-jährige Oberleutnant der slowakischen Armee Martin Farkaš, wurde von den Rettungskräften in der Bordtoilette, die nur geringfügig beschädigt worden war, gefunden, nach anderen Angaben fand ihn ein örtlicher Jäger auf einem Blechstück. Kurz nach dem Aufprall konnte er seine Gattin über den Unfall verständigen und um Hilfe bitten, bevor die Funkverbindung unterbrochen wurde. Er erlitt Gehirn- und Lungenschäden und wurde in das Krankenhaus in Košice transportiert.

## Ursache
Die Flugzeugtrümmer wurden zum Militärflugplatz Prešov geliefert und dort untersucht. Beide Flugschreiber wurden gefunden.
Eine Untersuchungskommission kam zum Schluss, dass die wahrscheinliche Ursache ein Navigationsfehler der Besatzung war, nachdem der Landeanflug auf die Landebahn 01 am Flughafen Košice über das Gebirge Zempléni-hegység anstelle über das Tal des Hernád erfolgte. Des Weiteren soll der Radarhöhenmesser falsch eingestellt worden sein und die Besatzung zu früh vom Anflug nach IFR zum Anflug nach VFR gewechselt haben und war sich der gefährlichen Lage bis in die letzten Sekunden nicht bewusst. Einen technischen Defekt schloss die Kommission als Ursache aus.
Der Untersuchungsbericht war ursprünglich Verschlusssache, bevor er im Juli 2020 vom slowakischen Verteidigungsminister Jaroslav Naď freigegeben wurde, und ist seither auf einer Seite des slowakischen Verteidigungsministeriums zugänglich (siehe Weblinks).

## Folgen

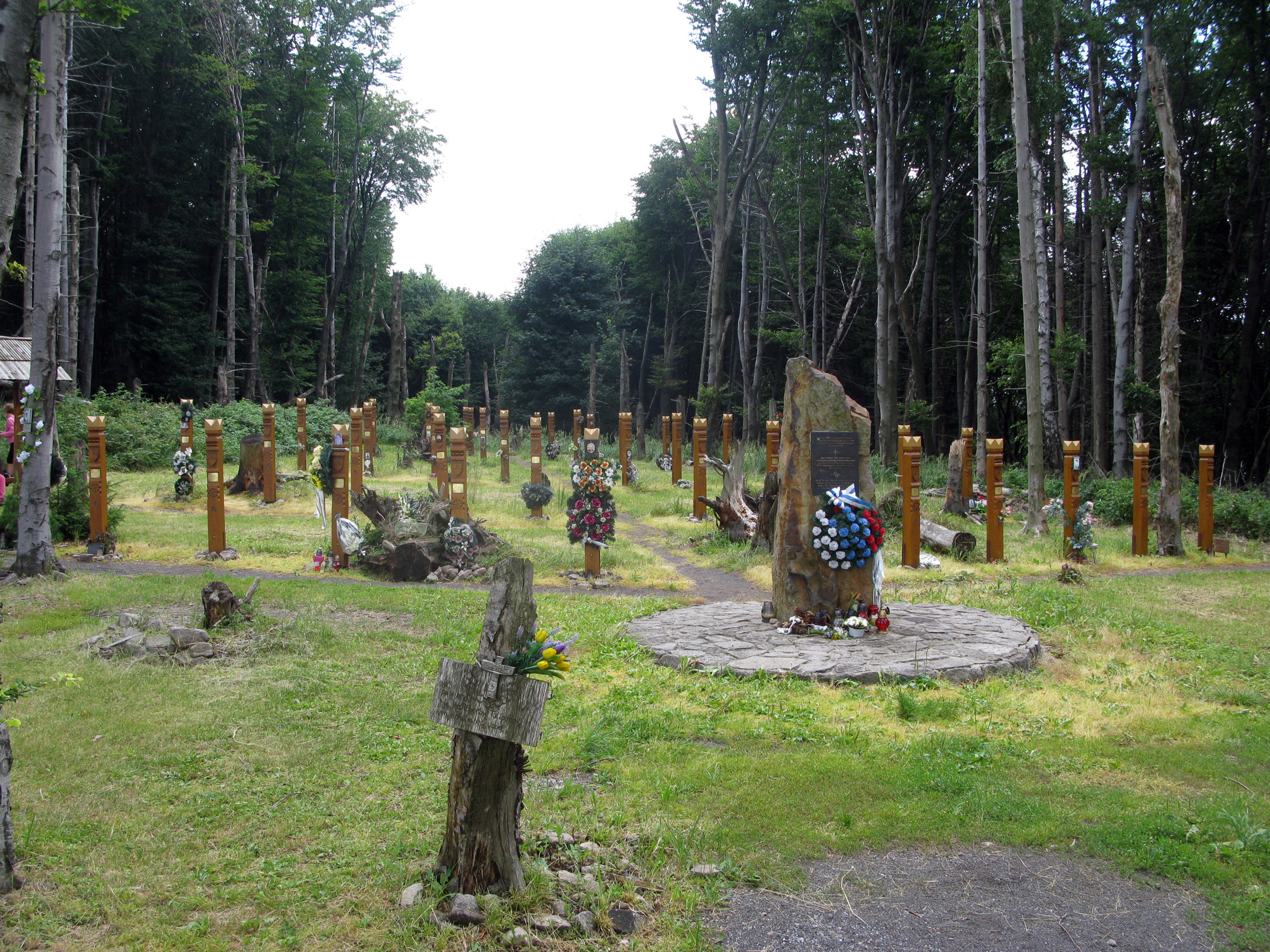
Denkmal am Unfallort

Die slowakische Regierung ordnete eine 24-stündige Staatstrauer an. Die Trauerfeier fand am 26. Januar 2006 in der Stadthalle Prešov unter Anwesenheit des slowakischen Ministerpräsidenten Mikuláš Dzurinda, des Staatspräsidenten Ivan Gašparovič, des ungarischen Staatspräsidenten László Sólyom, des NATO-Generalsekretärs Jaap de Hoop Scheffer sowie des Bürgermeisters und der Bewohner von Hejce statt. Als Folge des Unfalls trat Verteidigungsminister Juraj Liška von seinem Posten zurück. 
Am Unfallort bei Hejce entstand ein Denkmal für die Todesopfer, das am 19. Mai 2007 eingeweiht wurde. Es gibt auch je ein Denkmal im Stadtpark von Pristina und am ehemaligen KFOR-Stützpunkt in Šajkovac (Gemeinde Podujeva).